# Paul Daniels
Paul Daniels, född Newton Edward Daniels den 6 april 1938 i South Bank i North Yorkshire, död 17 mars 2016 i Wargrave i Berkshire, var en brittisk illusionist. Från 1988 fram till sin död var han gift med sin assistent Debbie McGee.